# Дягарын
Дягарын — река в России. Протекает по территории Усть-Янского и Булунского улусов Якутии. Длина реки — 183 километров, площадь водосборного бассейна — 1730 км².

## Описание
Река начинается в тундровой местности к северу от реки Уллюген (приток Арга-Юряха). От истока течёт на северо-восток до места впадения Ханхагара. Затем поворачивает на север и входит в область лиственничных лесов. Ниже устья Онкучаха меняет направление течения на общее западное. В низовьях сильно меандрирует. Впадает в бухту Сытыган-Тала губы Буор-Хая (акватория моря Лаптевых). Ширина реки вблизи устья — 230 метров, глубина — 2,2 метра, дно песчаное. Скорость течения воды 0,2 м/с.

## Притоки
Объекты перечислены по порядку от устья к истоку.
- 37 км: Куранах-Сала[3] (лв)
- 54 км: Агдай-Сяне (пр)
- 82 км: Онкучах[7] (лв)
- 122 км: Ханхагар[6] (пр)

## Данные водного реестра
По данным государственного водного реестра России относится к Ленскому бассейновому округу, речной бассейн — Яна, водохозяйственный участок — реки бассейна моря Лаптевых от границы бассейна реки Лена на западе до границы бассейна реки Яна на востоке.
Код объекта в государственном водном реестре — 18040300312117700001520.